# Кристіан Альбрехт Блюме
Кристіан Альбрехт Блюме (27 грудня 1794 — 6 листопада 1866) — прем'єр-міністр Данії у 1852–1853 та вдруге у 1864–1865 роках. Очолював уряд під час завершальної частини Другої війни за Шлезвіг.